# NGC 327
NGC 327 é uma galáxia espiral (Sbc) localizada na direcção da constelação de Cetus. Possui uma declinação de -05° 07' 51" e uma ascensão recta de 0 horas, 57 minutos e 55,2 segundos.
A galáxia NGC 327 foi descoberta em 27 de Setembro de 1864 por Albert Marth.